# 藤田たき
藤田 たき（ふじた たき、1898年12月23日 - 1993年1月4日）は、大正－平成期の婦人運動家・教育者。津田塾大学学長、労働省婦人少年局長、新日本婦人同盟会長を務めた。

## 来歴

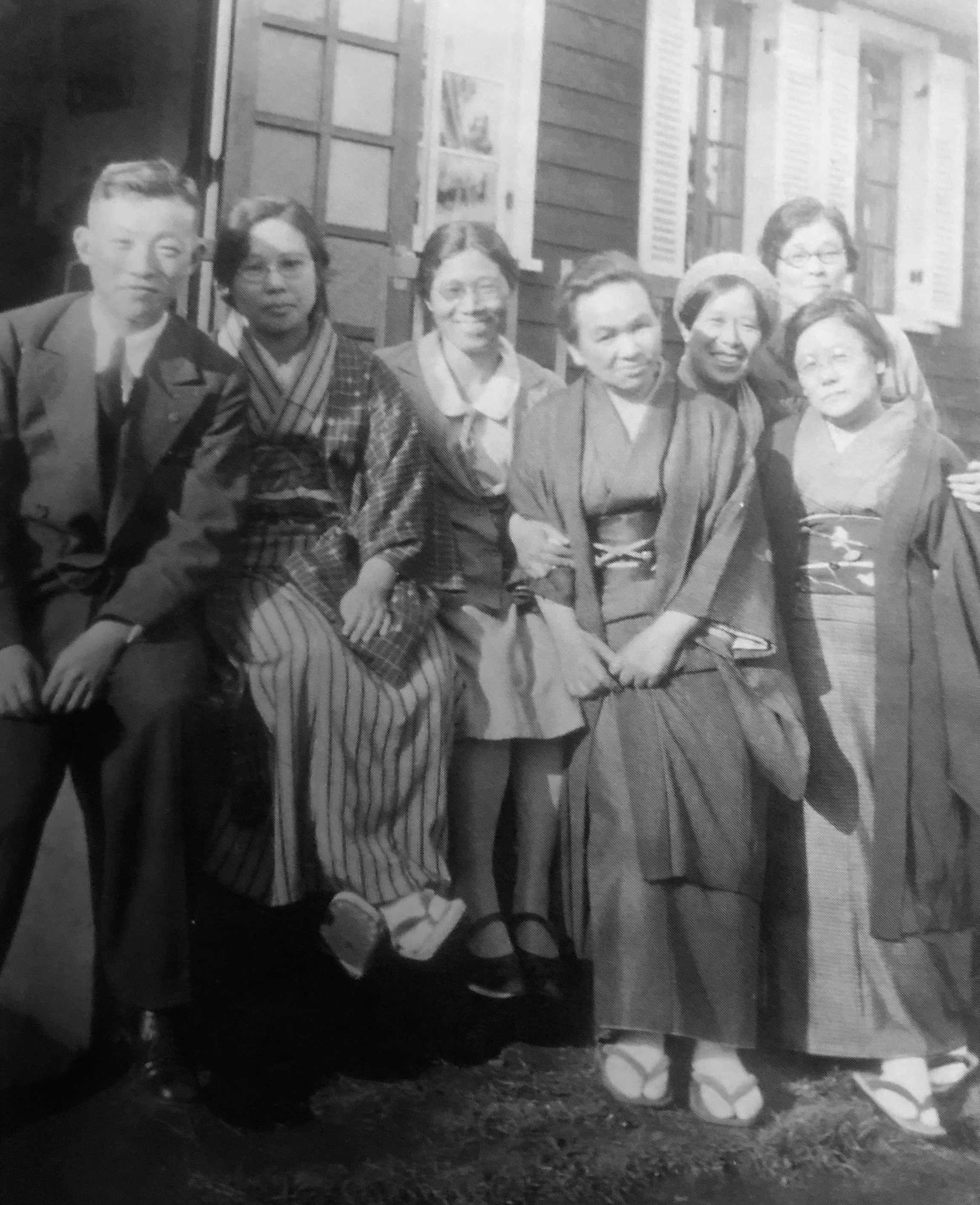
元東京朝日新聞記者の竹中繁（女性）の自宅にて。左から留学生の帥雲風、金子しげり、市川房枝、竹中繁、加藤タカ、そして手前が藤田たき、その後ろが星野あい。1932年4月撮影。

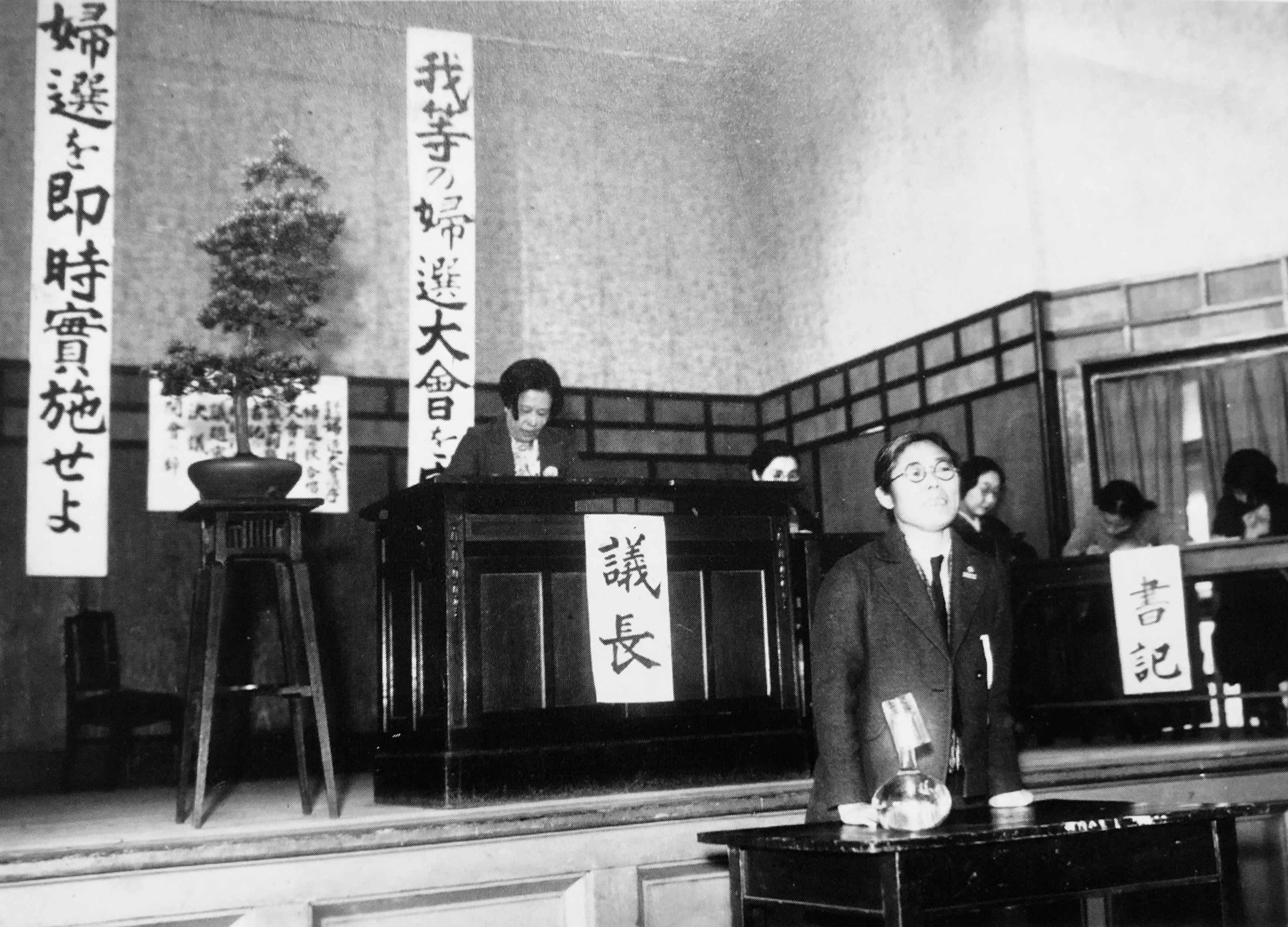
1937年1月24日、第7回全日本婦選大会が芝公園内の協調会館で開催され、藤田が議長を務めた。演壇に立っているのは市川房枝。

判事・藤田菊江の二女として、赴任先である愛知県名古屋市橦木町（後の東区）で誕生。母・かめきがクリスチャンだった関係で幼児洗礼を受けている。父は仕事柄転勤が多く、一家はたきが尋常小学校2年生の時に那覇に、5年生の時に富山に、卒業後は旅順にと引っ越しを繰り返した。1913年（大正2年）に父は退官。大阪で弁護士事務所を開くが、頑固な性格が災いし経営は上手くいかなかった。
たきは1914年（大正3年）金蘭会高等女学校の3年に編入。卒業後は京都の第三高等学校生だったすぐ上の兄・俊克に一年間勉強をみてもらい、1916年（大正5年）に女子英学塾（後の津田塾大学）へ進学した。卒業間近のある日、たきは塾長代理の辻松子に教員室へ呼ばれ、奨学金を受けてアメリカのブリンマー大学へ留学しないかと持ち掛けられる。予想外の話に驚いたたきだったが、両親の許しも得られ旅費は兄の俊三が出してくれることになり、1920年の女子英学塾卒業後に渡米。横浜港から約2週間の船旅を経て到着したサンフランシスコでは在米中だった兄の俊二が出迎えた。
ブリンマー大学に入る為、たきはまず小さな予備校で英語に数学や物理などを勉強。大学側も試験科目のラテン語を漢文に替えるなど配慮の結果、二度目の試験で合格。入学すると歴史と経済を専攻した。1923年（大正12年）9月に関東大震災が発生し女子英学塾の校舎が全焼すると、安孫子よな子が主導した塾復興のための募金活動に協力。1925年に卒業し日本へ帰国したが、母・かめきはたきが戻る前年に死去している。
帰国後は母校である女子英学塾の教壇に立ちながら婦人問題について研究を重ね、1928年の汎太平洋婦人会議に市川房枝とともに日本代表として参加。婦人参政権運動や婦人問題研究所創設に尽力した。1945年8月25日にはたきの他、市川房枝、赤松常子、山高しげり、河崎なつ、山室民子、久布白落実らによって「戦後対策婦人委員会」が組織された。
同年11月3日に戦後対策婦人委員会の政治小委員会が母体となって「新日本婦人同盟」が結成されると、市川が初代会長に選出。たきは中央委員に名を連ねた。その後1947年3月24日に市川が公職追放を受けて同盟の会長を辞任すると、たきがその後任に就いた。
1950年6月4日に行われた第2回参議院議員通常選挙に全国区から緑風会公認で立候補したが落選。同年10月13日に市川の公職追放が解除される。11月19日、新日本婦人同盟は団体名を「日本婦人有権者同盟」に改称。市川は会長に復帰し、たきは副会長となった。また大学婦人協会会長・婦人問題審議会会長にも就任している。
1951年から4年間、労働省婦人少年局長を務めた。また、日本における女子大学創設に尽力し、自らも1961年に女子英学塾の後身である津田塾大学学長に就任した。また、国連婦人の地位委員会会長などを務め、国際舞台の場でも女性の地位向上に尽くした。1993年（平成5年）没。

## 家族・親族
- 藤田菊江 - 父。判事であり、那覇及び富山地方裁判所の所長、旅順地方法院院長などを務めた。従四位、勲四等[10]。
- 藤田俊三 - 異母兄[3][11]。藤田菊江の三男。釜石製鉄所の第6代所長をはじめ、満州特殊鉄鉱や岩手木炭製鉄の社長などを歴任した。妻のミツは中大路氏道の実妹。
- 藤田俊克 - 兄。藤田菊江の八男で東京帝大法学部卒。弁護士として開業する傍ら、日本動産火災の取締役や第一工業製薬の監査役などを歴任した。
- 中大路俊安 - 甥。藤田俊三の二男として生まれ、中大路氏道の養嫡子となる。東京帝大法学部を卒業し陸運局に入り、後に首都高速道路公団理事。妻は渋沢氏出身で釜石製鉄所の第3代所長を務めた横山虎雄の二女・敏子。

## テレビ出演
- 一枚の写真（1991年7月31日、フジテレビ）